# Byåker en Helgum (deel van)
Byåker en Helgum (deel van) (Zweeds: Byåker och Helgum (del av)) is een småort in de gemeente Härnösand in het landschap Ångermanland en de provincie Västernorrlands län in Zweden. Het småort heeft 96 inwoners (2005) en een oppervlakte van 25 hectare. Eigenlijk bestaat het småort uit twee plaatsen: Byåker en Helgum, Helgum behoort echter maar gedeeltelijk tot het småort. Het småort ligt aan het meer Nässjön.